# 피디리쿠 2세

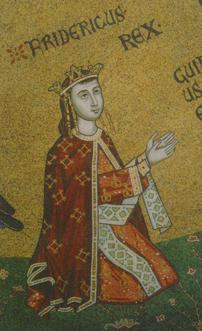
피디리쿠 2세

피디리쿠 2세 디 시칠리아(시칠리아어: Fidiricu II di Sicilia, 1272년 12월 13일 ~ 1337년 6월 25일)는 트리나크리아 왕국(안조가의 나폴리 왕국과 구분하기 위한 시칠리아 왕국의 다른 이름)의 왕(시칠리아계 바르셀로나가 출신, 재위: 1295년 12월 11일 ~ 1337년 6월 25일)이다. 아라곤 왕자 시절의 이름은 프레데리코 다라곤(Frederico d'Aragón).